# 권영성
권영성(權寧星 1934년 7월 7일 ~ 2009년 10월 6일)은 대한민국의 헌법학자이다. 본관은 안동(安東)이고, 출신지는 경상남도 함양군(咸陽郡) 서상면(西上面)이다.

## 생애
1957년 서울대학교 법학과를 학사 학위하였으며, 1974년 독일 괴팅겐대학교에서 박사학위를 받았다. 1977년부터 1999년까지 서울대학교 교수를 지냈다. 《헌법학원론》을 저술하여 유신헌법을 학술적으로 비판함으로써 헌법 개정 논의를 이끌었다 평가받는다. 2009년 10월 6일 75세의 나이로 사망했다.

## 주요저서
- 헌법학원론
- 헌법학개론
- 헌법요론
- 비교헌법학
- 미국형 대통령제
- 비교정부론
- 헌법학연습
- 한국적 헌법문화
- 정년기념논문집 헌법규범과 헌법현실
- 헌법학연습